# ادوبی لایوسایکل
ادوبی لایوسایکل (به انگلیسی: Adobe LiveCycle) بستری برای قابلیت remoting فلش فراهم می‌آورد تا برنامه‌های فلش پلتفرم بتواند با داده‌ها و پیغام‌های همزمان (Real-Time Data And Message) کار کنند. لایوسایکل برای نوشتن برنامه‌های مسنجر و تعاملی با کاربر و سرور کمک می‌کند. لایو سایکل مشکلات کار با سرور و داده‌ها، مثل خطایابی را تسهیل می‌کند. لایو سایکل برای شما فایل‌های PDF به صورت بی درنگ و همراه با نمودارها و متغیرهای تصویری را نیز ایجاد می‌کند.

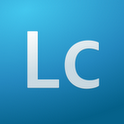